# Nerenhoek

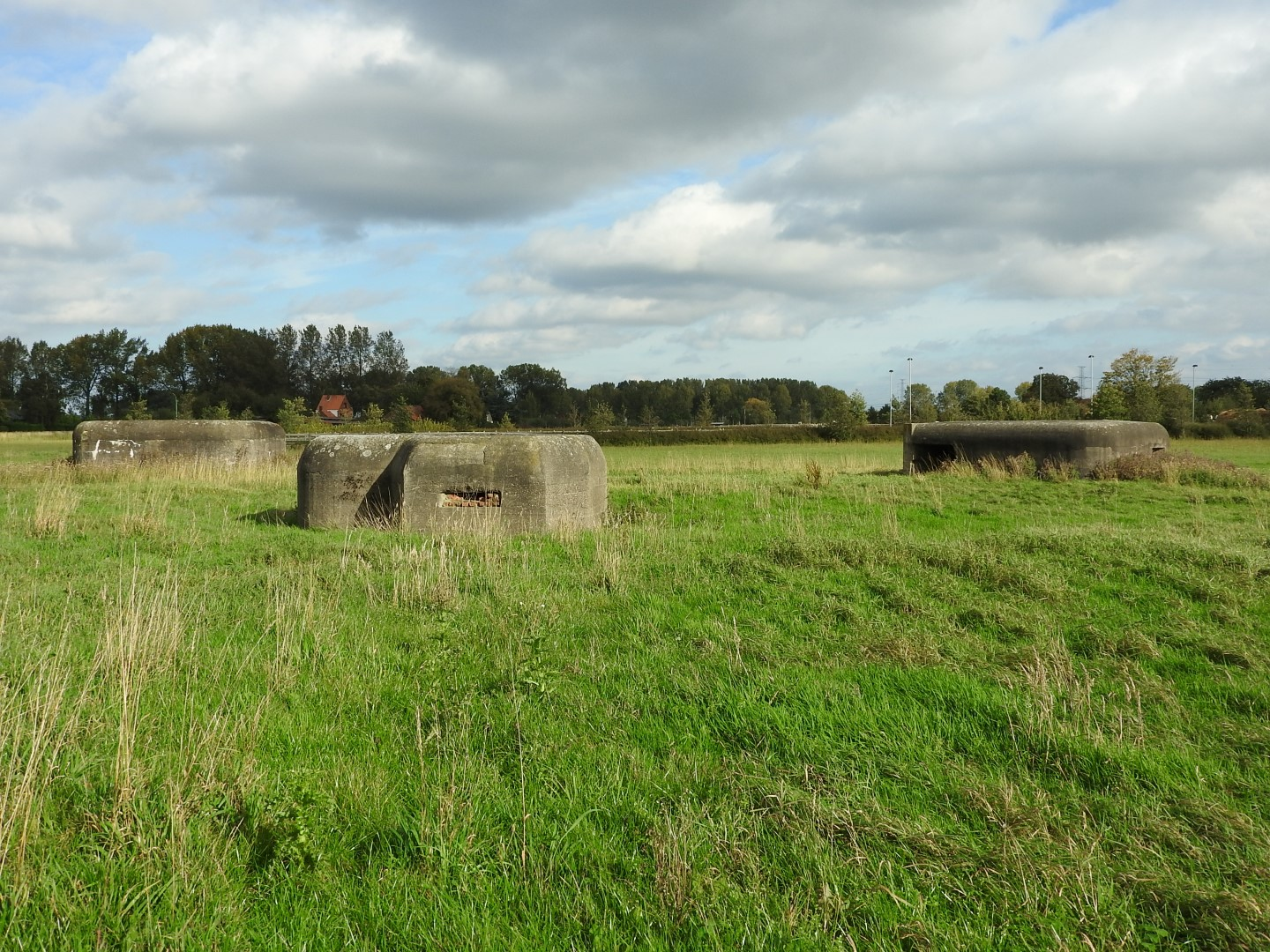
Afbeelding van Nerenhoek

Nerenhoek is een weg in Zaffelaere, langs een bunkerlinie, in de provincie Oost-Vlaanderen in België.